# Tajuddin Ahmed
Tajuddin Ahmed, beng. তাজউদ্দীন আহমদ (ur. 23 lipca 1925, zm. 3 listopada 1975) – polityk banglijski. Członek Ludowej Ligi Bangladeszu. Pierwszy premier niepodległego Bangladeszu od 17 kwietnia 1971 do 13 stycznia 1972. Zamordowany przez grupę oficerów.